# Accidentally on Purpose (EP)
Accidentally on Purpose es el segundo EP de la cantante surcoreana Seulgi. Fue publicado el 10 de marzo de 2025 por SM Entertainment. El EP es su primer álbum en solitario desde 28 Reasons (2022) y se compone de seis pistas, incluyendo el sencillo principal «Baby, Not Baby».

## Antecedentes y lanzamiento
En un reporte de ganancias del tercer trimestre de 2024, SM Entertainment reveló que Seulgi haría su regreso con un EP en 2025.
Seulgi anunció su segundo EP Accidentally on Purpose el 17 de febrero de 2025. Además reveló el título del sencillo principal: «Baby, Not Baby». Un tráiler para el álbum fue lanzado el 24 de febrero. Las primeras fotos conceptuales fueron publicadas el 27 de febrero con un adelanto de la canción «Whatever» y, al día siguiente, la canción «Praying». Del 3 al 5 de marzo se publicaron otros grupos de fotos conceptuales con adelantos de las pistas «Weakness», «Rollin' (With My Homies)» y «Better Dayz».

## Composición
Accidentally on Purpose contiene en total seis pistas. El sencillo principal y canción de apertura «Baby, Not Baby» es descrita como una canción de dance pop con un bajo funk y una «guitarra energética». La segunda pista «Better Dayz» es una canción de pop alternativo. «Rollin' (With My Homies)» es una canción R&B que expresa momentos de la vida cotidiana relatados por medio de viajes con amigos que transmite una «sensación de liberación». La cuarta canción «Whatever» fue descrita como una canción pop R&B que habla sobre ir a tu propio ritmo sin dar importancia a las opiniones ajenas. «Praying» es una pista lenta de R&B, con letras que reflejan la admiración hacia un ser querido que siempre está ahí para apoyar. Seulgi mencionó que es su canción favorita del álbum y fue la última en ser grabada porque fue incluida a último momento. El EP finaliza con «Weakness», una canción coescrita por Seulgi, es una canción romántica que expresa los sentimientos «torpes y débiles» del amor.

## Promoción
Seulgi comenzó a promocionar el álbum en programas musicales desde el 13 de marzo en M Countdown, siguiendo con Music Bank el 14, Show! Music Core el 15 e Inkigayo el día 16.

## Lista de canciones
| Lista de canciones de Accidentally on Purpose |                            |                                                 |                                                                      |                           |          |  |
| N.º                                           | Título                     | Letras                                          | Música                                                               | Arreglos                  | Duración |  |
| 1.                                            | «Baby, Not Baby»           | Kenzie                                          | Hollyn Shadinger Becca Krueger Charlie Snyder Erick Serna            | Serna                     | 3:13     |  |
| 2.                                            | «Better Dayz»              | Moon Yeo-reum (JamFactory)                      | Slow Rabbit Blush Davis Chris James Pxpillon                         | Slow Rabbit Pxpillon      | 3:01     |  |
| 3.                                            | «Rollin' (With My Homies)» | Danke                                           | G'harah «PK» Degeddingseze Tricia Battani Kirsten Collins            | Degeddingseze             | 3:11     |  |
| 4.                                            | «Whatever»                 | Geum To (153/Joombas) Lee Hye-yoom (JamFactory) | Em Walcott Darius Coleman Albin Tengblad YNG Josh Tarron Crayton TMM | Tengblad YNG Josh Crayton | 3:05     |  |
| 5.                                            | «Praying»                  | Danke Kang Eun-jeong                            | Jack Brady Jordan Roman Alain James Leroux Trey Campbell Elsa Curran | The Wavys                 | 3:05     |  |
| 6.                                            | «Weakness»                 | Seulgi Bang Hye-hyun Yoon Ye-ji (PNP)           | Livvi Franc Jeff Shum John Ho Keith Askey                            | Shum Ho Askey             | 2:47     |  |

## Créditos y personal
Todos los créditos adaptados de las notas del álbum.
Estudios
- SM Aube Studio – grabación (1; 3-4)
- SM Big Shot Studio – grabación (1), edición (1), ingeniería para mezcla (1-2), mezcla (4)
- SM Blue Ocean Studio – edición (1), mezcla (1)
- SM Droplet Studio – grabación (2; 4), edición (2; 5)
- SM Blue Cup Studio – edición (2), mezcla (2; 5)
- Doobdoob Studio – edición (2; 5-6), grabación (3-4)
- SM Lvyin Studio – grabación (3)
- SM Wavelet Studio – ingeniería para mezcla (3)
- SM Starlight Studio – mezcla (3)
- SM Yellow Tail Studio – edición (4; 6), ingeniería para mezcla (4; 6), grabación (5)
- Studio505 – grabación (6)
- SM Concert Hall Studio – edición (6), mezcla (6)
- 821 Sound – masterización

Músicos
- Seulgi – voces, coros (4-6)
- Kenzie – dirección (1)
- JSong – dirección (1), dirección vocal (5-6)
- Kriz – coros (1-2), dirección vocal (1)
- Hollyn Shadinger – coros (1)
- Jang Ui-seok – grabación (1), edición (2), mezcla (2; 5)
- Lee Min-gyu – grabación (1), edición (1), ingeniería para mezcla (1-2), mezcla (4)
- Kim Cheol-soon – edición (1), mezcla (1)
- Young – guitarra (2)
- Slow Rabbit – piano (2), sintetizador (2)
- Pxpillon – sintetizador (2)
- Kim Joo-hyun – grabación (2; 4), edición (5)
- Kwon Yoo-jin – edición (2; 5-6)
- Kyung Da-som – dirección vocal (3)
- Ikki – coros (3-4)
- Tricia Battani – coros (3)
- Kirsten Collins – coros (3)
- Lee Ji-hoong – grabación (3)
- Kim Hyo-joon – grabación (3-4)
- Kim Ji-hyun – grabación (3-4)
- Jang Woo-young – ingeniería para mezcla (3)
- Jang Yoo-ra – mezcla (3)
- Lee Joo-hyung – dirección vocal (4), operación de Pro Tools (4)
- Darius Coleman – coros (4)
- Noh Min-ji – edición (4; 6), ingeniería para mezcla (4; 6), grabación (5)
- The Wavys – coros (5)
- Trey Campbell – coros (5)
- Elsa Curran – coros (5)
- Kim Hyun-joo – grabación (6)
- Nam Koong-jin – edición (6), mezcla (6)
- Kwon Nam-woo – masterización

## Posicionamiento en listas
| Lista (2025)           | Mejor posición |
| ---------------------- | -------------- |
| Corea del Sur (Circle) | 4              |
| Japón (Oricon)         | 49             |

## Historial de lanzamiento
| Región        | Fecha               | Formato           | Discográfica |
| ------------- | ------------------- | ----------------- | ------------ |
| Varios        | 10 de marzo de 2025 | Digital streaming | SM Kakao     |
| Corea del Sur | 10 de marzo de 2025 | CD                | SM Kakao     |